# Зарелье
Заре́лье — деревня в Новгородском районе Новгородской области, входит в состав Савинского сельского поселения.
Название деревни происходит от редкоупотребимого в современном языке слова рель, которым называли сухой, высокий участок земли.
Зарелье расположено в 7 км от областного центра, на северной оконечности острова, который образуется между реками Волхов и Малый Волховец. Ближайшие населённые пункты — деревня Хутынь и на противоположном берегу Малого Волховца — Новониколаевское.
Есть прямое автобусное сообщение (пять раз в день) с Великим Новгородом — автобус № 121.
В 1 км к западу от деревни находится Хутынский монастырь.

## История
Во время Великой Отечественной войны была оккупирована фашистскими войсками. В марте 1943 года в боях за освобождение Зарелья участвовала 229-я стрелковая дивизия.
До апреля 2014 года деревня входила в состав ныне упразднённого Волотовского сельского поселения.